# Pachystachys puberula
Pachystachys puberula är en akantusväxtart som beskrevs av D.C. Wasshausen. Pachystachys puberula ingår i släktet Pachystachys och familjen akantusväxter. Inga underarter finns listade i Catalogue of Life.